# Lost Society
Lost Society - фінський метал-гурт з міста Ювяскюля, утворений у 2010 році. До складу гурту входять гітарист і вокаліст Самі Елбанна, гітарист і бек-вокаліст Артту Лесонен, басист і бек-вокаліст Мірко Лехтінена і барабанщик Таза Фагерстрема. 

## Історія Гурту
У 2012 році гурт взяв участь у конкурсі Global Battle of the Bands, організованому Nuclear Blast, зрештою перемігши у відбірковому конкурсі від Фінляндії, гурт поїхав виступати у фіналі до Лондона. У 2013 році Lost Society випустили свій дебютний альбом Fast Loud Death і отримали позитивний відгук від фінських ЗМІ. Наприкінці 2013 року гурт відправився у турне разом з Children of Bodom.
У квітні 2014 року гурт випустив свій другий студійний альбом - Terror Hungry, який посів 6 місце в офіційних фінських чартах (Suomen virallinen lista). Гурт зазначив, що новий альбом - це повноцінний треш-альбом від початку до кінця, з більш похмурим і ще більш агресивним звучанням! У ньому присутні фірмові елементи Lost Society, але також вони додали ще більше грувових рифів.
У лютому 2016 року гурт випустив свій третій альбом - Braindead, платівка сповнена найжорсткішим, найважчим і найагресивнішим матеріалом, який коли-небудь робили музиканти
Гурт виступив на Hartwall Arena 7 грудня 2015 року разом із Slayer та Anthrax. На початку 2016 року вони гастролювали з американським треш-метал-гуртом Exodus у європейських країнах, включаючи Англію, Ірландію, Німеччину та Нідерланди.
19 лютого 2020 року, за два дні до виходу четвертого альбому, було оголошено, що Оссі Паананен залишає посаду барабанщика гурту і його замінить колишній барабанщик Santa Cruz - Таз Фагерстрем. 21 лютого 2020 року вийшов четвертий альбом No Absolution, платівка охоплює найглибші і найтемніші настрої, але в ній також є мелодії, які важчі і грубіші, ніж вони коли-небудь грали. 
18 травня 2022 року гурт випустив новий сингл під назвою 112 та анонсував вихід нової платівки If the Sky Came Down. Пізніше гурт також випустив такі сингли з альбому, як Stitches та What Have I Done.
Влітку 2022 року, Lost Society стали запрошеними гостями в першому Європейському турі фінського гурту Blind Channel. 
Реліз альбому If the Sky Came Down відбувся 7 жовтня 2022 року, ось як його прокоментував вокаліст гурту Самі Елбанна "Альбом, народжений з душевного болю і травми, і, по суті, фінальні слова, коли ти дійсно на межі, ці пісні і ці слова йдуть прямісінько з серця, і є свідченням того, що музика і мистецтво можуть підняти вас з мертвих. Ми сподіваємося, що ви полюбите його так само, як і ми."
8 жовтня 2022 року Lost Society випустили відео кліп на пісню з альбому, яка має назву Awake.

## Музичний Стиль
Lost Society спочатку вважались треш-метал-гуртом. У своїх перших двох альбомах - Fast Loud Dead (2013) і Terror Hungry (2014), вони грали швидкий треш-метал з агресивними текстами, тексти часто розповідали про вечірки та вживання алкоголю. Їх стиль почав змінюватися починаючи з третього альбому - Braindead (2016), хоча платівка все ще вважається треш-металом, гурт почав все більше додавати елементи грув-металу і металкору в свою музику, а більшість текстів пісень стали присвячені більш глибоким темам, аніж вечірки та п'янки. Ця тенденція стала більш помітною у їхньому четвертому альбомі No Absolution (2020), в якому гурт повністю відійшов від треш-металу. No Absolution можна класифікувати як металкор-альбом із сильними елементами грув-металу. Тексти пісень на платівці зосереджені на релігії та її негативному впливі на людину і суспільство. П'ятий альбом If The Sky Came Down (2022) демонструє шанувальникам більш сучасний музичний стиль. If The Sky Came Down - це металкор-альбом із сильним впливом ню-металу та елементами хард-року і грув-металу. Тексти пісень у п'ятому альбомі мають тривожну та екзистенціальну тематику.

## Учасники Гурту
Нинішній склад гурту
Самі Елбанна (Samy Elbanna) - вокал, соло та ритм-гітари (2010 - по теперішній час)
Артту Лесонен (Arttu Lesonen) - соло та ритм-гітари, бек-вокал (2011 - по теперішній час)
Мірко Лехтінен (Mirko Lehtinen) - бас-гітара, бек-вокал (2011 - по теперішній час)
Таз Фагерстрем (Taz Fagerström) - ударні (2020 - по теперішній час)
Колишні учасники
Оссі Паананен - ударні (2011-2020)

## Дискографія

### Студійні альбоми
- Fast Loud Death (2013)
- Terror Hungry (2014)
- Braindead (2016)
- No Absolution (2020)
- If the Sky Came Down (2022)

### Сингли
- Trash All Over You (2013)
- I Am the Antidote (2015)
- Braindead (2016)
- No Absolution (2019)
- Deliver Me (2019)
- Into Eternity (2019)
- Artificial (2020)
- 112 (2022)
- Stitches (2022)
- What Have I Done (2022)

### Демо
- Lost Society (2011)

- Trash All Over You (2012)